# Storm Corrosion
A Storm Corrosion rövid életű zenei kollaboráció volt az Opeth énekese, Mikael Åkerfeldt és a Porcupine Tree énekese, Steven Wilson között, amely egy nagylemezt jelentetett meg a Roadrunner Records gondozásában. 2010-től 2012-ig működtek.

## Története
Åkerfeldt az 1990-es években ismerte meg Steven Wilsont, amikor legjobb barátja, Jonas Renkse lejátszotta neki a Porcupine Tree The Sky Moves Sideways című albumát. Később Åkerfeldt meglepetés e-mailt kapott Wilsontól, aki megkapta az Opeth Still Life című lemezét. Ők ketten Londonban találkoztak, ahol Åkerfeldt megkérte Wilsont, hogy legyen a következő Opeth album producere. Ekkor beszéltek arról, hogy a jövőben kollaborálhatnának egymással.
Ezt követően Wilson és Åkerfeldt zenei partnerségbe kezdtek. Wilson három Opeth albumnak volt a producere: a Blackwater Parknak, a Deliverance-nek és a Damnationnek. Åkerfeldt pedig gitározott és énekelt a Porcupine Tree Deadwing című lemezén. A két zenekar továbbá egy 2003-as észak-amerikai koncert fő zenekarai is voltak. A zenei kollaborációt már 2006-ban bejelentették, de csak 2010 márciusában kezdtek zenét szerezni. Eredetileg a Dream Theater volt dobosa, Mike Portnoy is részt vett volna a projektben, de Åkerfeldt és Wilson úgy találták, hogy nem nagyon lenne hely a doboknak. 2011-ben bejelentették, hogy a projekt a Storm Corrosion nevet kapja.

### Storm Corrosion(2010 – 2012)
Első és egyetlen nagylemezük 2011 szeptemberére készült el. 2012 februárjában bejelentették, hogy szerződést kötöttek a Roadrunner Records-szal, és a lemez április 24.-én jelenik meg. Az album megjelenési dátuma végül május 8 lett.
A lemezt a "Drag Ropes" című dallal harangozták be, amely 2012. április 24-én jelent meg a YouTube-on. Az album pozitív kritikákat kapott, a Prog magazin pedig Az év albuma díjra jelölte. A lemezt Grammy-díjra is jelölték.
Åkerfeldt és Wilson úgy döntöttek, hogy nem koncerteznek a lemezzel. Bár tervezik, hogy újra együtt dolgozzanak, nincsenek terveik arra, hogy új Storm Corrosion lemezt készítsenek. Az album a negyvenötödik helyet szerezte meg a brit slágerlistán.
Åkerfeldt és Wilson nem szerették volna, ha a Storm Corrosion progresszív metal supergroup lenne. Arra használták a projektet, hogy a saját kedvenc előadóik stílusát használják fel (pl. Comus, Scott Walker, Popol Vuh stb.

## Diszkográfia
- Storm Corrosion (2012)